# Зарафшан
Зарафшан (узб. Zarafshon — «золотоносне») — місто в Навоїйській області Узбекистану. Розташоване в пустелі Кизилкум поряд з великим родовищем золота та урану.
Населення: становило понад 70 тис. осіб (2010). До міста прокладено 220-кілометровий водогін від Амудар'ї.

## Історія
Початок будівництва міста в Узбецькій РСР відбувся наприкінці  1960-х років. Воно слугувало для обслуговування родовища з видобутку золота. Видобуток золота на родовищі Мурунтау становив приблизно 30% від загального видобутку золота в СРСР.
У 1965 році геологорозвідувальна партія із Самарканда почала дослідження регіону гір Букантау, Тамдитау та Мурунтау. Після знаходження родовища золота й урану у цьому регіоні, Уряд СРСР терміново віддав наказ Міністерству середнього машинобудування про розвиток регіону в Кизилкумах. З цього моменту і почалася історія міста. У найкоротші терміни була споруджена перша партія металургійного заводу, безупинно розроблялося унікальне золоторудне родовище. Робітники і спеціалісти почали з'їжджалися з усього Союзу.
Для міста було споруджено унікальну водопостачальну систему з Амудар'ї (близько 250 км труб з постійним контролем), побудовано 8 мікрорайонів житлових будинків покращеного планування за найкращими проєктами дизайнерів того часу, культурні, спортивні, медичні та інші громадські установи, басейн. Розведено штучну рослинність, посаджено красиві парки.

## Спорт

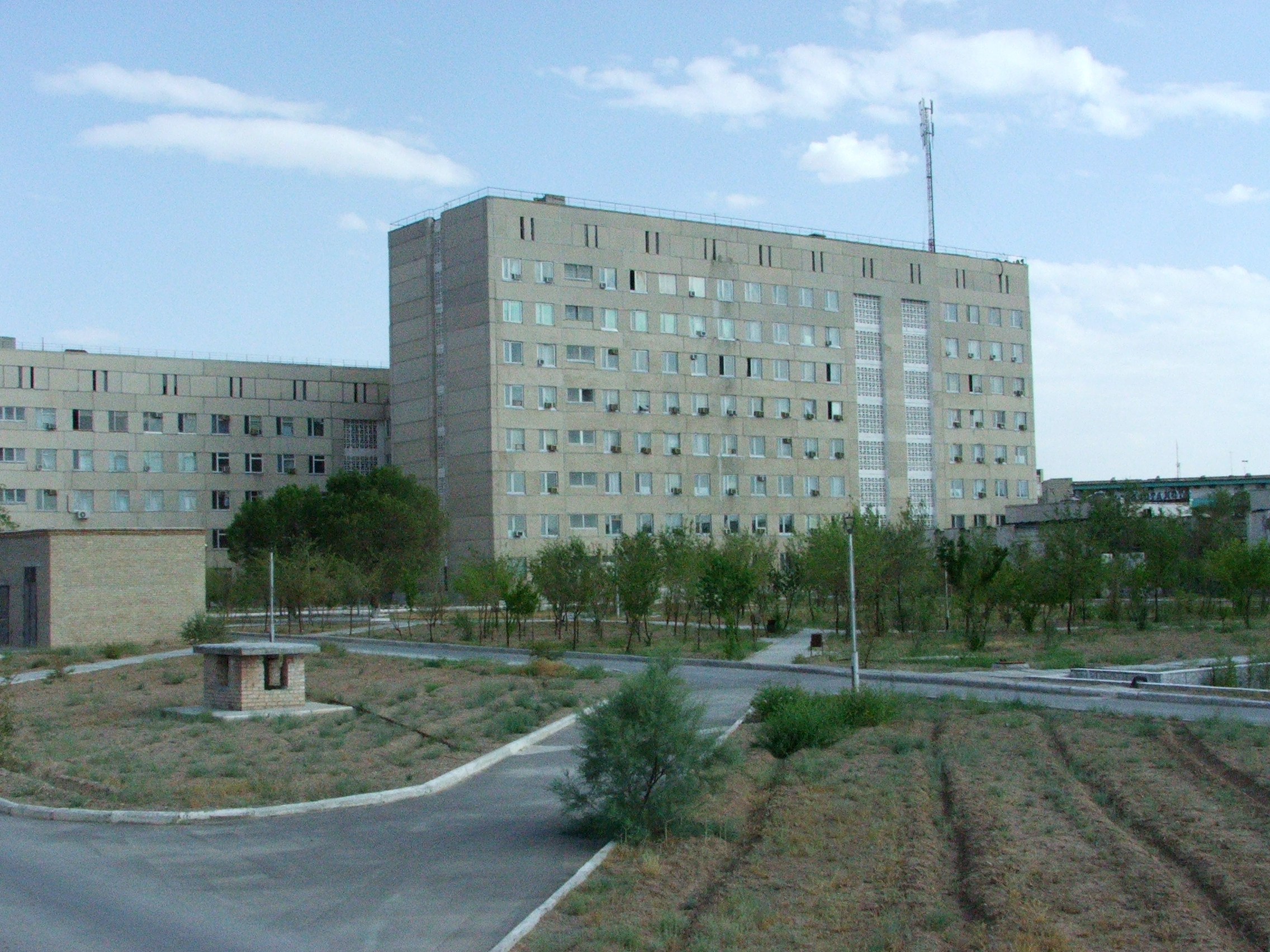
Зарафшан, МСЧ-3

Останнім часом в Зарафшані проходило безліч спортивних змагань: чемпіонат Азії з паверліфтингу у 2003 році, чемпіонат Азії з важкої атлетики в 2004 році, міжнародний турнір з вітрильного спорту серед країн СНД і багато інші змагання. Тільки в 2004 році в Зарафшані було проведено 150 спортивних заходів різного рівня.
Спортсмени Зарафшана в окремих видах спорту досягли високих показників: плавці брали участь в Олімпійських іграх, команда майстрів футболу «Кизилкум» грає у вищій лізі узбекистанського футболу і міцно утримує свої позиції в групі лідерів.
Зарафшанські мотокросмени утримають лідерство в республіканських змаганнях. Команда з паверліфтингу — учасниця багатьох чемпіонатів світу, яка домагається значних результатів, завойовуючи найвищі нагороди.
Дуже популярністою в містіє секція парашутного спорту. На рахунку у команди парашутистів «Зар-Дан» чимало нагород, призів і дипломів. Беручи участь у змаганнях за Кубок СНД, зарафшанскі спортсмени увійшли до трійки найсильніших.
Високих результатів домагається і команда вітрильного спорту. Вони — беруть участь у багатьох міжнародних змаганнях.

## Промисловість
- Державне підприємство Навоїйський гірничо-металургійний комбінат (НГМК) — золотодобування і переробка.
- «Amantay Gold Fields» — золотодобування і переробка.
- Зарафшанський аеропорт ((IATA: AFS)), /O‘zbekiston Havo Yo‘llari — Узбецькі Авіалінії/ — має прямий щоденний рейс в Ташкент і назад.
- АС «Потік» — м'ясо-молочна продукція.
- Завод з виробництва емульсійно-вибухових речовин.

## Уродженці
- Согдіана — узбецька і російська співачка та акторка українського походження.